# Митино (Новокузнецький район)
Ми́тино (рос. Митино) — присілок у складі Новокузнецького району Кемеровської області, Росія. Входить до складу Красулинського сільського поселення.

## Населення
Населення — 191 особа (2010; 199 у 2002).
Національний склад (станом на 2002 рік):
- росіяни — 96 %